# Hôpitaux universitaires de Strasbourg
Pour les articles homonymes, voir HUS.
Les Hôpitaux universitaires de Strasbourg (HUS) représentent un ensemble de six sites hospitaliers répartis dans l'agglomération strasbourgeoise, avec 2 209 lits et 378 places. 
Les HUS ont le statut de centre hospitalier régional et universitaire (CHRU) de l'ancienne région Alsace et sont son premier employeur, avec 11853 employés.
Le public accueilli dans les établissements des HUS provient à 84,4 % du Bas-Rhin, à 6,2 % de Moselle et pour 5,2 % du Haut-Rhin.

## Histoire

### Le premier hôpital
La création d'un premier hôpital à Strasbourg daterait du XIIe siècle. Selon une légende, il aurait été fondé dans le « Strateburgum » (ancienne dénomination de Strasbourg) dès 657 par le Duc d'Alsace Etichon-Adalric d'Alsace, père de Sainte Odile.
Un document conservé aux archives municipales de la ville de Strasbourg datant de 1143, la charte de l'évêque Burcard, situe sa fondation en 1119. Cet hôpital était sis à côté de la cathédrale de Strasbourg, dans l'actuelle rue du Vieil Hôpital. Cet hôpital restait cependant une institution religieuse chargée des soins, plutôt spirituels que corporels, des malades et des mendiants.

### Le deuxième hôpital
L'air devenant nauséabond à la suite des épidémies de peste et de la famine qui décimaient la population de Strasbourg entre 1313 et 1316, l'hôpital fut transféré hors de l'enceinte de la ville près de la porte dite « de l'Hôpital ». Étant situé hors des murs de la ville, il sera ensuite démoli (pour que l'ennemi ne l'utilise pas) vers 1392-1393 au cours des combats entre les soutiens des différents compétiteurs à la succession de l'évêque Frédéric de Blankenheim.
À la suite de cette destruction, les malades sont soignés dans les locaux du « Stalhof » et du « Herrenstall » dans le quartier du Finkwiller et cela jusqu'à ce que l'hôpital soit installé dans ses propres locaux en 1398. Locaux se trouvant sur le terrain qu'occupe encore aujourd'hui l'hôpital civil.
Dès 1604, une voiture ambulance à cheval entre en service pour chercher, jour et nuit, les malades et les blessés sur la voie publique. 
Le 4 novembre 1716, une laveuse déclenche un incendie qui s'étend et tout l'édifice principal part en cendres. Seul l'économat, la chancellerie, la boulangerie, les écuries et enfin la cave pourront être sauvés. Les travaux de reconstruction débutent en 1718.
Le 8 mai 1738, un décret du Conseil des Treize institue des leçons pratiques à l'hôpital pour les étudiants de la faculté de médecine. Le professeur de pathologie Jean-Jacques Sachs obtient alors du Magistrat des lits pour instruire ses étudiants à l'hôpital civil. La clinique trouve son entrée dans les modalités d'enseignement pratique.
En 1840-1841, l'hôpital civil s'étend en direction du nord avec la construction de nouveaux bâtiments vers l'actuel quai Saint Nicolas.

### Strasbourg, capitale du Reichsland d'Alsace-Lorraine
À la suite de la guerre de 1870, Strasbourg devient allemande. Afin d'affirmer le rayonnement intellectuel et scientifique allemand, les autorités recrutent et mettent en chantier un vaste ensemble de nouvelles constructions qui deviendront des « instituts » de la faculté de médecine de Strasbourg (anatomie, anatomie-pathologique et histologie ; physiologie ; pharmacologie ; biophysique ; chimie biologique, hygiène et bactériologie) et des « cliniques » de l'hôpital de Strasbourg. 
Une nouvelle convention, datée du 30 octobre 1872, entre l’université et l’hôpital fixe les conditions matérielles et de maintenance des cliniques. Ainsi l’hôpital paye pour la maintenance (chauffage, éclairage, gaz, eau…) et l’université paye annuellement la partie qui lui revient.
Entre 1881 et 1914, plus d'une dizaine de cliniques et services sont aussi mis en place :
- 1881, mise en service de la clinique chirurgicale A ;
- 1885, mise en service de la clinique psychiatrique ;
- 1887, mise en service de la clinique gynécologique et obstétricale ;
- 1891, mise en service de la clinique ophtalmologique ;
- 1901, mise en service de la clinique médicale A ;
- 1902, création d’une clinique dentaire scolaire[6] ;
- 1910, mise en service de la clinique infantile ;
- 1911, mise en service de la maternité ;
- 1912, mise en service de la clinique neurologique et du service central de radiologie et de physiothérapie ;
- 1914, mise en service de la clinique médicale B et de la clinique chirurgicale B.

### L'entre-deux-guerres
En 1919, l'Alsace-Lorraine retourne à la France. 
La nouvelle université de Strasbourg est inaugurée le 23 novembre 1919, la faculté de médecine se substitue à l'ancienne faculté allemande, prenant aussi le contrôle des instituts et cliniques. L’université de Strasbourg suit ainsi le point de vue du président de la République française Raymond Poincaré selon lequel les universités doivent s’adapter aux singularités locales, point de vue soutenu aussi par le directeur de l’enseignement supérieur Alfred Coville. Cependant la séparation entre locaux de la faculté et de l’hôpital n’est pas évidente du fait d’un grand enchevêtrement entre les deux, autant au point de vue physique, que financier.
En 1919, le laboratoire régional de bactériologie, contrôlé par le ministère de l’hygiène, est installé dans les locaux de l’institut d’hygiène et de bactériologie. Cette même année les hospices civils achètent le sanatorium Saint François construit en 1910 dans le quartier de la Robertsau. 
En 1920, le commissaire général de la République de Strasbourg met en place une commission technique consultative pour mettre en place une convention entre université et hôpital, et de liquider les dettes en cours.
La difficulté d’appliquer des conventions de 1922-1924 entraine une forte tension entre faculté et hôpital et des fréquents contrôles de la part du ministère des finances (11 rapports et mémoires entre 1920 et 1939). Le sommet de cette tension conduit à un renoncement aux conventions par l’hôpital en 1926, ce qui conduit à un non-paiement des frais de maintenance pendant les 8 années suivantes.
L'année 1923 voit la création du centre de lutte contre le cancer Paul Strauss. Il ne compte alors qu'un service, le service de radiothérapie.
Le développement de l'hôpital continue aussi avec la mise en service en 1928 de l'institut d'histologie et en 1930 de la nouvelle clinique ORL, de l'institut d'hygiène et de bactériologie, ainsi que de la nouvelle clinique dermatologique.
Le 28 octobre 1935, les hospices civils de Strasbourg et la faculté de médecine signent une nouvelle convention. Cette convention retransférait toutes les cliniques sous le contrôle de l’hôpital de Strasbourg, mais les laboratoires des cliniques et les instituts scientifiques restent sous le contrôle de la faculté. L’hôpital ne possédant pas de laboratoires est alors obligé de sous-traiter, en général contre financement, les analyses médicales aux laboratoires de la faculté. Ces laboratoires, appelés ‘’laboratoires conventionnés’’, proposent leurs services aussi bien à l’hôpital public qu’au secteur privé. Cependant la situation financière reste encore assez confuse comme le montre le contrôle suivant de la cour des comptes en 1937.
En 1936, le centre Paul Strauss intègre un nouvel établissement. Ce centre de lutte contre le cancer, avec son service administratif, ses laboratoires, un bloc opératoire ainsi que les salles de curiethérapie et de roentgenthérapie, est inauguré par le président de la république Albert Lebrun en 1936. 

## La Seconde Guerre mondiale
Après la déclaration de guerre de 1939, la ville de Strasbourg est déclarée zone militaire par l'État-major français et évacuée d'office. La faculté de médecine de Strasbourg, avec ses instituts, ses cliniques, et tout leur matériel (bibliothèques, instruments, chaises, tables, lits des malades…) rejoint donc l'école de médecine de Clermont-Ferrand.Les hospices civils sont évacués principalement dans la cité-sanitaire de  Clairevivre dans la région de Salagnac. Ils y restent de septembre 1939 à septembre 1940. Ils n'existent plus à Strasbourg et les seuls médecins qui sont dans la ville s'occupent des quelques "Équipes Civiles" ayant pour mission de patrouiller autour des blocs d'immeubles pour empêcher le pillage.
Après l'Armistice de juin 1940, les nazis annexèrent l'Alsace-Lorraine. Le retour des Hospices civils de Strasbourg en Alsace est réalisé du 1er septembre au 21 octobre 1940 en utilisant 7 trains spéciaux rapatriant 1 735 personnes et tout le matériel dans 166 fourgons. Certains médecins et personnels technique décident de rester à Clairvivre où ils constituent l'équipe de l'Hôpital des réfugiés de la Dordogne créé, pour continuer à assurer le suivit sanitaire des Alsaciens refusant de revenir dans leur région. Cet hôpital apportera une aide médicale à la Résistance locale ce qui lui vaudra le surnom « d'Hôpital de la Résistance ». A la libération de l'Alsace, les personnels réintégreront les Hospices à Strasbourg. 
A Strasbourg, les autorités allemandes nomment Joseph Oster directeur des Hospices civils. Il reprend son poste après son arrestation et sa détention pour espionnage au début de la guerre dans le cadre des Nanziger. 
Les nazis vont rénover, remeubler, construire et installer des appareillages sophistiqués pour les instituts et les cliniques (médicale, chirurgicale, gynécologique, neuropsychiatrique, pédiatrique, ophtalmologique, ORL, dermatologique, dentaire, orthopédique). En parallèle à tous ces investissements, les Allemands récupèrent aussi, dès 1941, tous les livres et tout le matériel scientifique des différents instituts de l'université qui ont été évacués à Clermont-Ferrand, mais aussi à Paris, Bordeaux, Lyon, et en Dordogne.
Le 23 novembre 1944 au matin, les troupes alliées menées par les troupes de la 2e division blindée du Général Leclerc, prennent le contrôle de l'hôpital civil.

### L'hôpital après guerre
Les années 1960 voient la faculté de médecine quitter ses locaux au sein de l'hôpital civil avec la construction, sur un terrain adjacent des principaux bâtiments de la faculté de médecine actuelle. Cette période voit aussi la construction d'un nouveau bâtiment pour la Chirurgie A.
Pour soulager l'hôpital civil, d'autres bâtiments, plus ou moins spécialisés, sont construits dans les années 1970 à l'extérieur du centre-ville de Strasbourg. Ainsi, le centre médico-chirurgical et obstétrical (CMCO) de Schiltigheim ouvre ses portes le 2 novembre 1972, et l'hôpital de Hautepierre en 1979. Par la suite s'ajoute encore un centre de traumatologie général à Illkirch-Graffenstaden.
Après un rapport très critique de la cour des comptes, le président de l’université Louis Pasteur et le directeur des hôpitaux de Strasbourg considérant que l’activité des « laboratoires conventionnés » dépasse le cadre financier normal géré par l’université, demandent en 1999 une évaluation et une expertise par l’État des relations entre des laboratoires conventionnés de la faculté de médecine et hôpital public. Le résultat de cette expertise a été le transfert à l’hôpital des laboratoires conventionnés au début des années 2000.

### LeXXIesiècle
Les travaux du bâtiment du nouvel hôpital civil (NHC) conçu par l’architecte Claude Vasconi commencent en 2000. Il est mis en service en 2008. Prévu au départ pour accueillir les seules spécialités cardio-pulmonaires médicales et chirurgicales et s’intégrer au vaste ensemble "historique" de l’hôpital, le programme du nouvel hôpital civil s’est considérablement élargi pour abriter 22 pôles de soin (715 lits, 2 700 agents dont 500 médecins) sur une surface totale de 90 000 m2 répartis sur huit niveaux, dont deux sont situés sous la surface du sol.
Depuis 2008, une partie des services de l’hôpital civil a ainsi été transférée dans les locaux du NHC laissant vacants plusieurs bâtiments. Si les bâtiments les plus anciens ont vocation à être conservés, les bâtiments plus récents ont été ou seront démolis pour laisser place à d'autres bâtiments, ainsi l’ancienne clinique Médicale A a été démolie pour laisser place au Pôle d’administration publique de Strasbourg et au Pôle de compétence en propriété intellectuelle, un projet universitaire, dans lequel devrait s’intégrer notamment l’Institut d'études politiques de Strasbourg,,, de même que l'ancienne maternité a été démolie pour laisser place à l'Institut hospitalo-universitaire. De même le centre de traumatologie général d'Illkirch-Graffenstaden devient le centre de chirurgie orthopédique et de la main (CCOM) et l'école de sages-femmes de l'Université de Strasbourg s'installe dans les locaux du CMCO de Schiltigheim . 
Depuis avril 2012, les Hôpitaux Universitaires de Strasbourg exploitent un « Centre Archives » qui va regrouper l’ensemble des dossiers médicaux actuellement dispersés dans les services de soins, des bâtiments de stockage et chez un prestataire. Ce bâtiment, situé à Koenigshoffen, est proche d’autres pôles d’activités tels que le Pôle logistique et la blanchisserie. 
L'ancien hôpital Stéphanie du quartier du Neuhof, désaffecté en 1995, a été entièrement réhabilité en 2013 et inauguré en 2014 pour accueillir un EHPAD qui remplace l'ancienne maison de retraite des HUS « La Faisanderie » qui se trouvait juste à côté. L'EHPAD est géré par l'association ABRAPA, mais le bâtiment appartient toujours aux HUS.
Les travaux de construction sur le site de l'hôpital de Hautepierre du bâtiment de l'institut régional du cancer (IRC, en coopération avec le centre de lutte contre le cancer Paul Strauss) et d'un pôle médico-technique locomoteur débutent en 2014 tandis qu'un parking en silo est achevé en 2015. L'IRC est un groupement de coopération sanitaire ayant pour finalité de regrouper les activités cancérologiques des HUS et le Centre Paul Strauss au sein d'un même établissement courant 2019.
Les HUS deviennent en 2016 l'établissement support du groupement hospitalier de territoire n°10 de la région Grand Est, le GHT Basse-Alsace Sud-Moselle, qui regroupe les HUS, 10 autres établissements du Bas-Rhin dont les 2 centres hospitaliers spécialisés et 2 établissements mosellans. La mise en place du GHT a pour finalité la mise en commun de fonctions et le développement de filières de soins, dans le cadre d'un projet médical partagé.

## Les différents sites

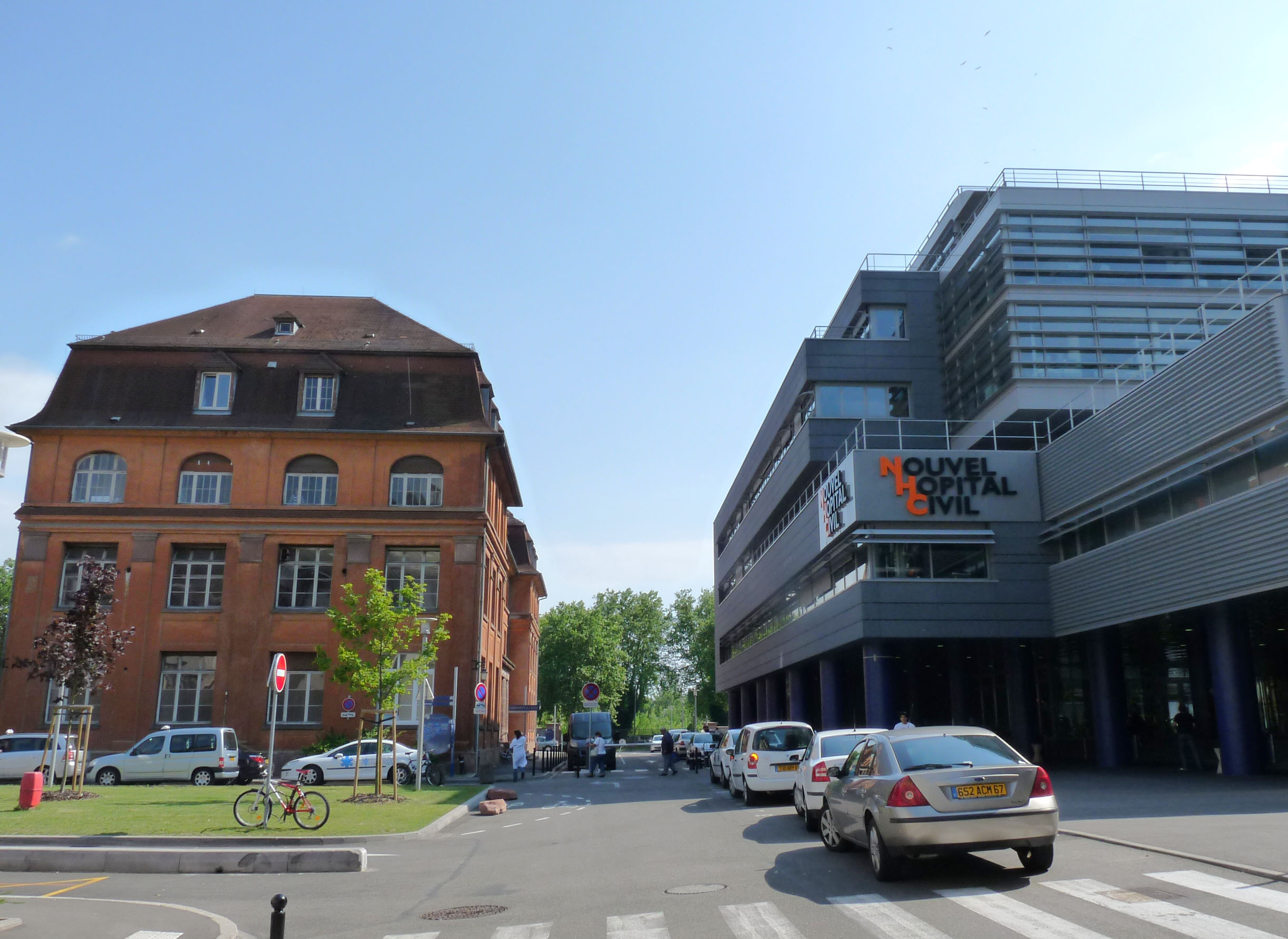
Site de l'hôpital civil : à gauche la clinique de Dermatologie, à droite le NHC.

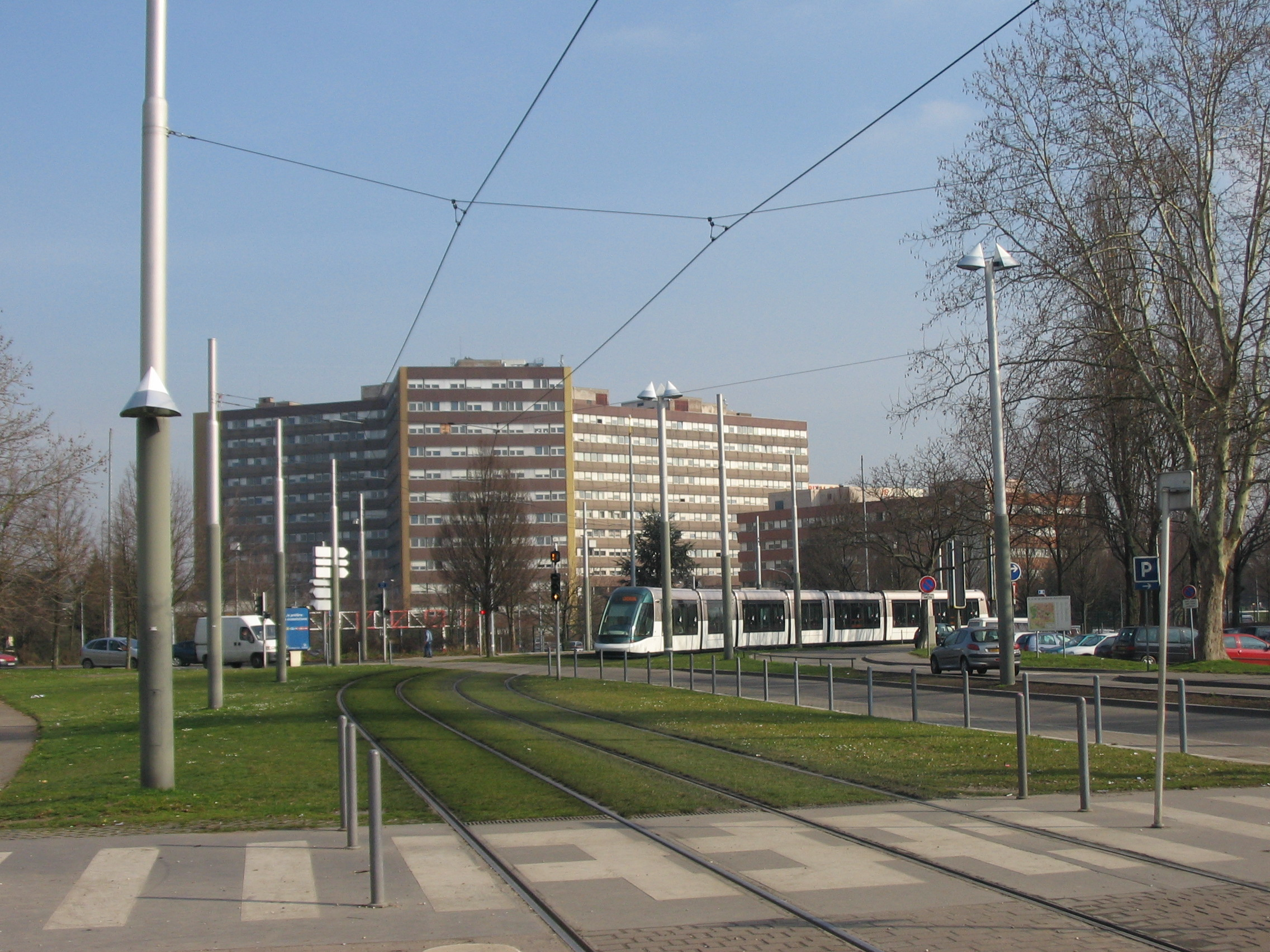
Vue de l'Hôpital de Hautepierre.

- Hôpital civil : le site historique des HUS. Cet hôpital pavillonnaire est composé de 45 bâtiments répartis sur 23 hectares au centre de la ville de Strasbourg. Il dispose de 889 lits, 114 places et 27 postes d'hémodialyse. Il regroupe 32 services de soins et comporte par ailleurs une cave historique datant de plus de 600 ans.
  - C'est sur le site de l'hôpital civil qu'a été construit, entre décembre 2000 et juin 2007, le nouvel hôpital civil (NHC) un bâtiment de type monobloc réalisé par le cabinet d'architecture Claude Vasconi. Inauguré en mars 2008, il a une capacité d’accueil de 715 lits et places. Le NHC représente une surface totale de 90 000 m2 répartis sur 8 niveaux, et emploie 2 700 agents des Hôpitaux Universitaires, dont 500 médecins[27],[28].

- Hôpital de Hautepierre : hôpital monobloc ouvert en 1979 dans le quartier du même nom. Il dispose de 1 021 lits, 39 places et 5 postes d'hémodialyse. Il regroupe 27 services de soins[27].

- Hôpital de la Robertsau : ancien sanatorium Saint François construit en 1910 et vendu aux hospices Civils en 1919[8]. C'est aujourd'hui le pôle gériatrique des HUS. Hôpital pavillonnaire, il est composé de 8 bâtiments répartis sur 10 hectares au cœur du quartier de la Robertsau. Il comprend 395 lits et 10 places. Sur le site de cet hôpital se trouvent regroupées certaines écoles paramédicales des HUS :
  - l'institut de formation en soins infirmiers (IFSI),
  - l'école d'aide-soignants,
  - l'institut régional de puériculture, qui comprend l'école d'auxiliaire de puériculture,
  - l'institut de formation des cadres de santé[27].

- Hôpital de l'Elsau : centre psycho-thérapeutique pour enfants et adolescents situé dans le quartier du même nom. Il dispose de 12 lits et 30 places[27].

- Hôpital Stéphanie : situé dans le quartier du Neuhof, il a été construit en 1913 sous l'impulsion de la comtesse Stéphanie von Wedel (1852-1937). Il était alors destiné aux enfants atteints de malformations[29] et appelé Krüppelheim (foyer des handicapés) ou Stephanienheim (foyer Stéphanie). Il devient un hôpital orthopédique en 1936[30]. Désaffecté en 1995 et laissé à l'abandon, il a été entièrement réhabilité en 2013 et inauguré en 2014 pour accueillir un EHPAD. Celui-ci remplace l'ancienne maison de retraite des HUS « La Faisanderie »[23]. L'EHPAD est géré par l'association ABRAPA, mais le bâtiment appartient toujours aux HUS[24].

- Centre médico-chirurgical et obstétrical (CMCO) : hôpital composé de services de gynécologie-obstétrique, de pédiatrique, de biologie et anesthésie, de réanimation chirurgicale, SAMU-SMUR. Il est situé à Schiltigheim dans la banlieue nord de Strasbourg[27].

- Centre de chirurgie orthopédique et de la main (CCOM) : ancien centre de traumatologie, situé à Illkirch-Graffenstaden, dans la banlieue sud de Strasbourg. Il accueille les soins de chirurgie du membre supérieur et de la main, de chirurgie du membre inférieur et de chirurgie de la pathologie infectieuse de l'appareil locomoteur. Il comporte aussi une unité de chirurgie ambulatoire. Il est composé de 80 lits et 9 places[27]. Les activités de ce  site sont transférées en février 2019 dans le nouveau bâtiment Hautepierre 2, qui intègre également des services de traumatologie et de chirurgie maxillo-faciale[31]

- En plus des sept sites de soins, les Hôpitaux universitaires de Strasbourg disposent d’une blanchisserie, d’un centre des archives médicales et d’un pôle logistique composé d’une unité centrale de production alimentaire, de magasins centraux, de la pharmacie logistique et d’une flotte de véhicules de transport[32].

## Formations médicales
Les Hôpitaux universitaires sont associés avec l'université de Strasbourg (UDS) dans les formations des médecins, chirurgiens-dentistes et pharmaciens. L'UDS possède une faculté de médecine, une faculté de chirurgie dentaire (toutes deux situées sur le campus Médecine au sein de l'Hôpital civil) et une faculté de pharmacie (située sur le campus d'Illkirch) où les deux entités collaborent.
Les HUS gèrent en plus différentes formations, celles-ci accueillant 1 199 étudiants. Sur le site de l'hôpital de la Robertsau sont regroupés un institut de formation en soins infirmiers (IFSI), une école d'aide-soignants, un institut régional de puériculture comprenant une école d'auxiliaire de puériculture et un institut de formation des cadres de santé. On trouve en outre, sur différents sites, un institut de formation d'ambulanciers (IFA), une école d'infirmiers anesthésistes, une école de sage-femme, un institut de formation en masso-kinésithérapie et un centre d'enseignement des soins d'urgence (CESU).

## Recherche
Les HUS sont un centre majeur dans la recherche médicale. À titre d'exemple, la chirurgie « sans ouvrir le corps » a été pratiquée pour la 1re fois au sein des HUS.

## Dragon 67
Les HUS participent à la paramédicalisation et aux interventions de l’hélicoptère de la sécurité civile « Dragon 67».

## Personnalités
- Charles Louis Alphonse Laveran (1845- 1922), pionnier de la médecine tropicale, Prix Nobel de physiologie ou médecine en 1907, étudiant et enseignant à la faculté de médecine
- Albrecht Kossel (1853-1927), médecin allemand, prix Nobel de physiologie ou médecine en 1910, étudiant à la faculté de médecine
- Paul Ehrlich (1854-1915), médecin allemand, prix Nobel de physiologie ou médecine en 1908, étudiant à la faculté de médecine
- Otto Wilhelm Madelung (1846-1926), un médecin allemand qui a donné son nom à la déformation de Madelung
- Otto Loewi (1873-1961), médecin allemand, prix Nobel de physiologie ou médecine en 1936, étudiant et enseignant à la faculté de médecine et médecin à l'Hôpital Civil
- René Leriche (1879-1955), un chirurgien et physiologiste français, spécialiste de la chirurgie du système nerveux sympathique et de la douleur, un pavillon de l'Hôpital Civil a été nommé en son honneur
- Otto Fritz Meyerhof (1884-1951), médecin germano-américain prix Nobel de physiologie ou médecine en 1922, étudiant à la faculté de médecine
- Jacques Marescaux (né en 1948), chef du département de chirurgie digestive et endocrinienne et fondateur de l’IRCAD et de l’European Institute of TeleSurgery[37]
- Israël Nisand (né en 1950), gynécologue-obstétricien, responsable du pôle universitaire de gynécologie-obstétrique de Strasbourg[38]
- Gabrielle Pauli, pneumologue spécialiste de l'asthme allergique et chef de service du département de pneumologie.
- Jean-Richard Freymann (né en 1949)  psychiatre et psychanalyste
- Jean-Henri Jaeger, né en 1944, chirurgien